# 法国组曲

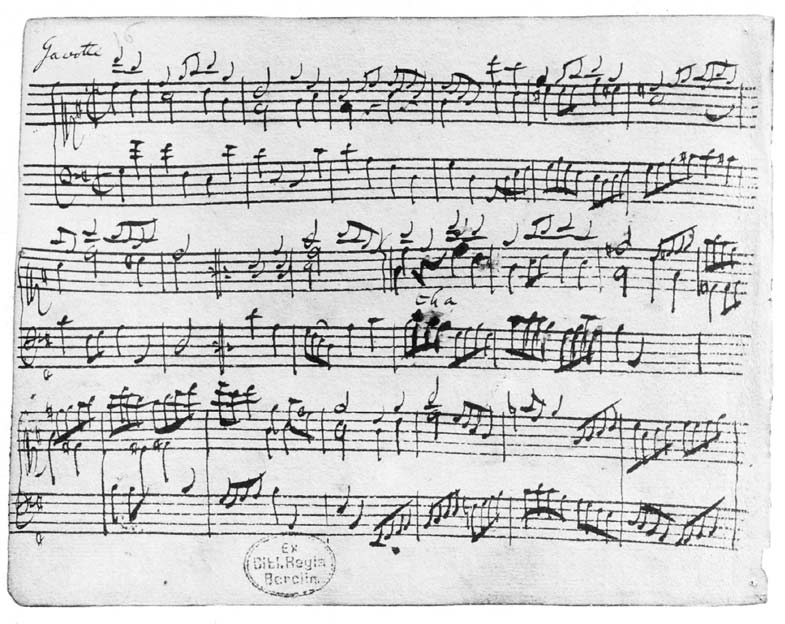
G大调法国组曲第五组中的加沃特舞曲

法国组曲，BWV812-817，是约翰·塞巴斯蒂安·巴赫在1722年至1725年之间为键盘乐器（大键琴即拨弦古钢琴、羽管钢琴或击弦古钢琴）创作的六首组曲，虽然组曲第1至第4首通常被确定为1722年的作品，但第一首的写作时间可能更早一些。
这些组曲后来被命名为 “法国”（首次记录是在1762年腓特烈·威廉·马尔普格的作品中）。同样英国组曲也是后来才有的称呼。巴赫的传记作者约翰·尼古拉斯·福克尔为大众普及了这一名称，他在1802年的巴赫传记中写道：“人们通常称它们为《法国组曲》，是因为它们是以法国的方式写成的。”然而这一说法并不准确，是因为与巴赫的其他组曲一样，它们大体上遵循了意大利式作曲方法的惯例。 这些组曲现存没有确定的手稿，不同手稿的装饰音在类型和程度上都有差异。 第一组曲（D小调）和第三组曲（B小调）的圆舞曲是法国风格，其他四组曲的圆舞曲都是意大利风格。不管如何，巴赫在作品中也采用了与法国风格不同的舞蹈动作（如第六套曲的波洛内兹）。通常在阿勒芒德之后速度较快的第二乐章会被命名为courante（即库朗特舞曲，下同）（法国风格）或corrente（意大利风格），但根据巴赫目录列表中的所有这些组曲中，第二乐章都被命名为courante，如此支持了这些组曲是 “法国 ”的说法。有些流传下来的手稿的标题是“Suites Pour Le Clavecin”（键盘乐器组曲，法国式命名），这可能是传统上导致称它们为 “法国 ”组曲的原因。
在其他的一些手稿中，还有两首组曲，一首是A小调（BWV 818），另一首是降E大调（BWV 819），与我们熟悉的六首组曲有关。巴赫的《键盘乐器-训练》中第二部分出版的《法国风格序曲》（BWV 831）是一首法国风格的组曲，但与法国组曲没有联系。 有些手稿中的乐章在其他抄本中没有，可能是误传。

## 乐章

### D小调，第一组曲，BWV 812
1. 阿勒曼德舞曲
2. 库朗特舞曲
3. 萨拉班德舞曲
4. 小步舞曲 I
5. 小步舞曲 II
6. 基格舞曲

### C小调，第二组曲，BWV 813
1. 阿勒曼德舞曲
2. 库朗特舞曲
3. 萨拉班德舞曲
4. 咏叹调
5. 小步舞曲
6. 小步舞曲 – 三重奏 (在BWV 813a里)
7. 基格舞曲

### B小调，第三组曲，BWV 814
1. 阿勒曼德舞曲
2. 库朗特舞曲
3. 萨拉班德舞曲
4. 加沃特舞曲
5. 小步舞曲
6. 三重奏
7. 基格舞曲

### 降E大调，第四组曲，BWV 815
1. 阿勒曼德舞曲
2. 库朗特舞曲
3. 萨拉班德舞曲
4. 加沃特舞曲
5. 咏叹调
6. 小步舞曲
7. 基格舞曲

第四组曲也有另一个版本作为BWV 815a出版，其中包括三个额外的乐章：前奏曲，第二个加沃特舞曲和一个小步舞曲。

### G大调，第五组曲，BWV 816
1. 阿勒曼德舞曲
2. 库朗特舞曲
3. 萨拉班德舞曲
4. 加沃特舞曲
5. 布雷舞曲
6. 路尔舞曲
7. 基格舞曲

这首组曲的前几小节是1722年为巴赫的第二任妻子所写，但直到1723年才完成。这首基格舞曲，如同通常的赋格风格采用二元对立的形式。各个声部以降序进入（高音-中音-低音），而在乐曲的后半部，各声部不仅以相反的顺序进入，而且是对第一主题的倒置进行。

### E大调，第六组曲，BWV 817
1. 阿勒曼德舞曲
2. 库朗特舞曲
3. 萨拉班德舞曲
4. 加沃特舞曲
5. 波洛内兹舞曲
6. 布雷舞曲
7. 小步舞曲
8. 基格舞曲